# 闘魂炎導2
『新日本プロレスリング 闘魂炎導2 the next generation』は1998年12月26日にハドソンから発売されたNINTENDO 64用のプロレスゲーム。同年1月に発売された『新日本プロレスリング 闘魂炎導 BRAVE SPIRITS』の続編。
登録選手は新日本プロレス所属の26人（隠れキャラ含む）。